# ビューティーディレクション
ビューティーディレクションとは、美容師が、ヘアスタイル、ウィッグ、メイクアップ、ネイル、ボディペイント、コスメティック選択やプロデュース、エステティックなどビューティーに関連する業務においてコンセプトを企画し、作品制作において関連する部署を管理、監督する仕事をいう。

## 映画・舞台・コレクション
映画、舞台やコレクションなどの視覚表現媒体におけるビューティー分野は、ヘア、メイクやウィッグなどの各部署が独立した形で業務を受注し、監督ならび演出家などの指示をそれぞれに解釈してすり合せを行って来た。
この方法は最上位の意図を直接聞ける長所はあったが、キャラクター上に各部署のアイデアを合わせてみると、作家性の違い、情報の散漫、理解度の違いなどのために一致した表現になり難い短所もあった。近年のビューティー分野の専業分化にともない、演出を主体とする監督、演出家にとってヘアメイクアーティストやウィッグアーティスト、ネイリストの特徴や作家性を理解するには情報が多岐に及び過ぎるという背景もある。そこで監督、演出家の制作意図に従い、専門的な視点でコンセプトを起こし、ビューティー各部を監督する業務が必要となった。
雑誌のビューティー特集などにおいてもビューティーディレクションの概念は活用されるところとなり、雑誌の編集方針に従いビューティーディレクターをたててページの具体的なコンセプト、ヴィジュアルの表現方法、モデルやスタッフのキャスティングなどを主導する方法がとられることになる。その形態は、ファッションページを組み立てる上でスタイリストではなくファッションディレクターが主導する仕組みに類似している。

## イベント
イベントの主題に従って必要なビューティー関連部署を管理、監督する意味で、視覚表現におけるビューティーディレクションと手法は近い。イベントの主体がビューティーなのか、あるいは主体が別にありビューティーはそれを成立させるための仕組みの一部かということによってビューティーディレクターに要求される資質と方法に違いが生じる。
ウェディングのように一般顧客を対象にビューティーを提供する場合、関わる部署の数は視覚表現に比べて少ないものの、要求されるビューティーディレクターの信頼性の質はそれとは別に高度さを要求される。本番が一回である上に、一生の中の重要な行事を個人的なアドバイザーとして一般顧客に対峙し、かつ広い視野のプロデュース能力も同時に要求されるからである。
またヘアショーやメイクショーなどのようにビューティーそのものを見せる場合には、アーティストやパフォーマーとしての資質もさることながら、観客にステージを見せるという意味において、一対一の資質よりも全体表現を指揮する能力が強く問われる。このようにビューティーディレクションは表現する対象や期間、必要なシステムの大きさによって要求される業務内容や指揮能力が変化する。

## ファッション誌
ファッション、モード誌における美容コスメティック情報を統括する業務もビューティーディレクションの範疇となる。毎シーズン各ブランドが世界に送り出すコスメティックの種類は夥しく、それに付随する効果、イメージを踏襲するのは高いスキルを要求される。これらの情報を的確に収集し、整理統合してひとつのコンセプトの元に世の中に発信するのがコスメティックを主体とするビューティーディレクターの業務である。

## 化粧品開発
コスメティックを開発する際に、そのイメージ、効果、タイミングなどの顧問的な役割もビューティーディレクションの一部と言える。このようにビューティーと呼称する分野は極めて専門性が高く専業分化されているが、それらを一部門だけではなくいくつかの領域とかけあわせながら総合的に表現していくのがビューティーディレクションと言える。